# Teatro San Marco
Il Teatro San Marco è stato uno dei principali teatri livornesi ed italiani dell'Ottocento, sicuramente il più elegante della città, superiore per apparato decorativo al più grande Teatro Goldoni.
Fu distrutto durante i bombardamenti aerei della seconda guerra mondiale e definitivamente demolito nel dopoguerra; oggi rimangono solo i pochi resti della facciata principale e di alcuni muri perimetrali.

## Storia
La costruzione del Teatro San Marco risale ai primi anni del XIX secolo quando Luigi Gragnani pubblicò il progetto per la realizzazione di un teatro nella zona del Rivellino di San Marco, a breve distanza dal quartiere della Venezia Nuova e dalla chiesa e convento di Santa Caterina.
Il progetto fu affidato a Salvatore Piccioli coadiuvato da Gaspero Pampaloni e i lavori, iniziati nel 1803, furono rapidamente portati a termine, tanto che il 27 aprile 1806 il teatro fu solennemente inaugurato col nome di Carlo Lodovico, figlio della regina d'Etruria Maria Luisa di Borbone-Spagna, con l'opera I Baccanali di Roma di Stefano Pavesi.
Nel 1852 fu restaurato da Giuseppe Cappellini, la cui fama era legata al compimento del Teatro Goldoni; tuttavia l'edificio andò incontro ad un rapido degrado, tanto è vero che, all'inizio del Novecento lo storico Giuseppe Piombanti ne segnalava lo stato di abbandono ed incuria.

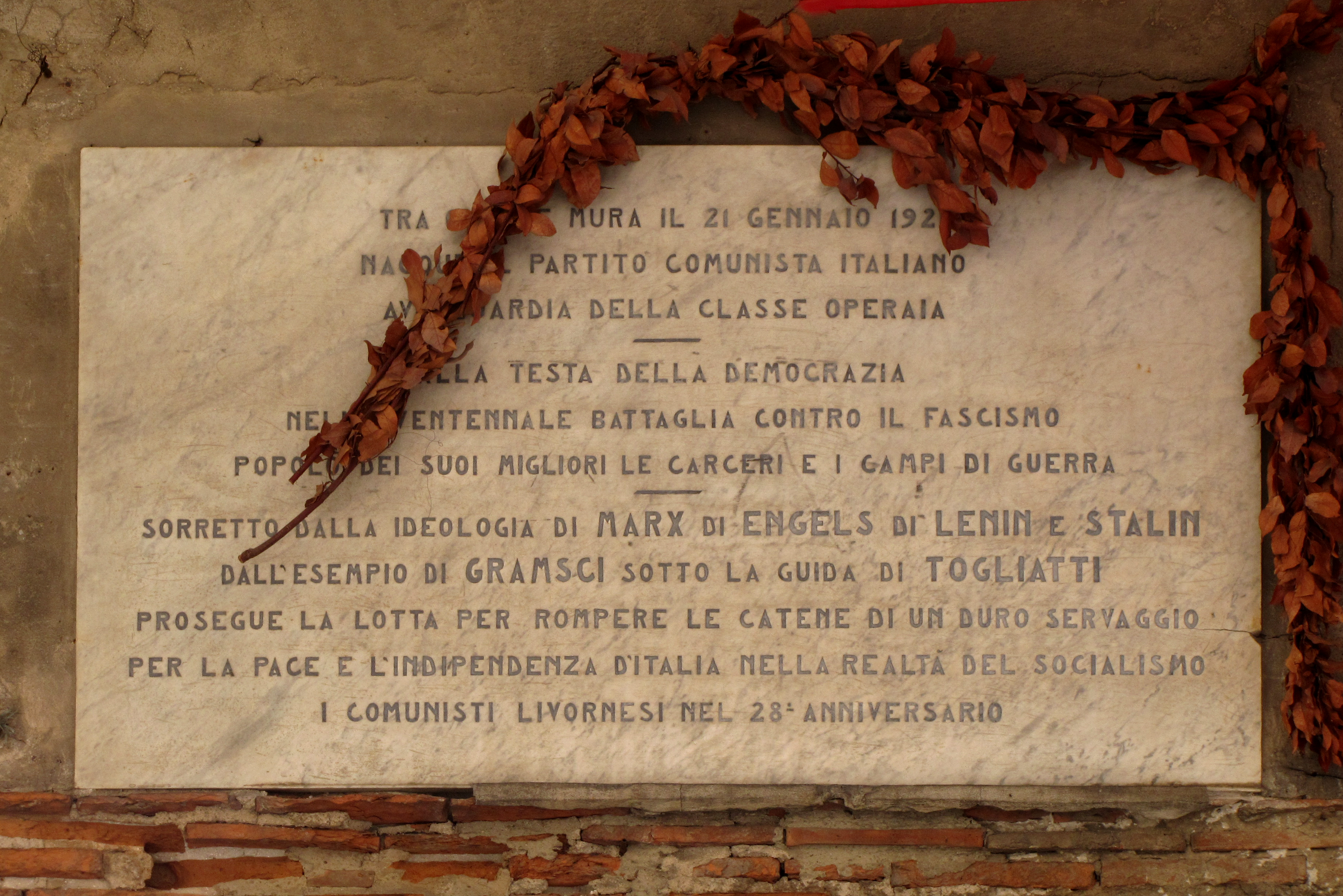
Targa commemorativa della nascita del Partito Comunista Italiano affissa nel 1949 all'ingresso del teatro

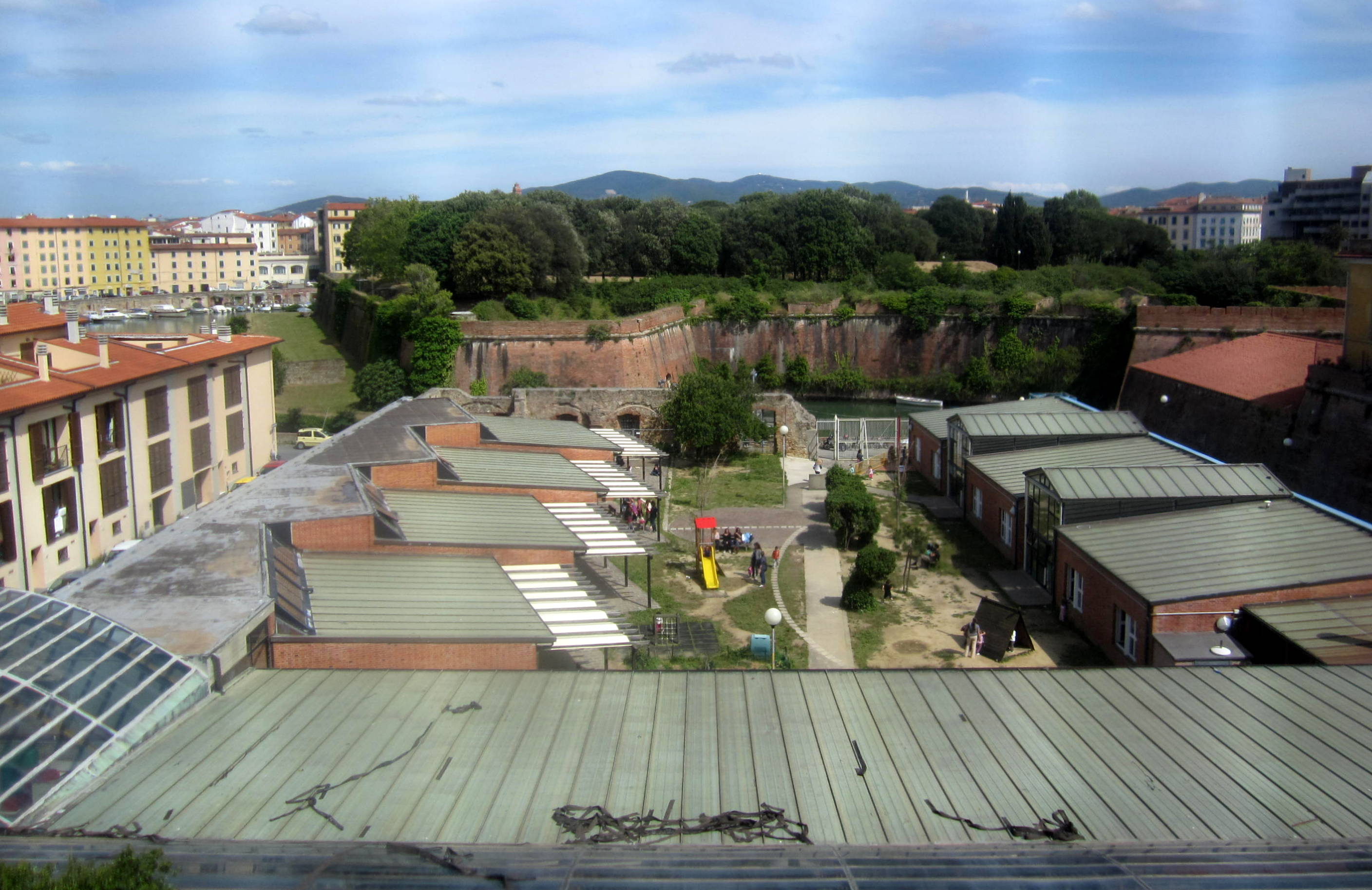
Area un tempo occupata dal teatro, trasformata in asilo

Ciò nonostante, nel 1921, il Teatro San Marco ospitò il congresso costitutivo da cui sarebbe nato il Partito Comunista Italiano, ma i partecipanti dovettero aprire l'ombrello anche all'interno della sala, a causa di notevoli infiltrazioni d'acqua piovana.
Ritornò in auge durante il fascismo, ma i bombardamenti della seconda guerra mondiale lo danneggiarono gravemente; nel dopoguerra il San Marco fu così demolito, malgrado l'annesso Casino, un tempo sede dell'accademia del teatro, fosse ancora agibile.
Della storica struttura, inglobata in anni più recenti in un moderno complesso scolastico, sono stati conservati soltanto alcuni ruderi dei muri perimetrali e parte del registro inferiore della facciata.
Quest'ultimo, a seguito di alcuni crolli, è stato successivamente oggetto di un restauro conclusosi ufficialmente il 6 aprile 2017; l'intervento, che ha interessato il ripristino degli intonaci e il consolidamento della pietra serena, ha avuto un costo di settantamila Euro ed è stato finanziato da Legacoop Toscana.

## Descrizione
Il Teatro San Marco sorgeva su un lotto rettangolare, compreso tra la Fortezza Nuova e la via San Marco. La facciata un tempo era ornata da un portico composto da colonne ioniche; da qui si accedeva ad un vestibolo che immetteva, sulla destra, alla platea.
La sala (19 metri di lunghezza per 17,5 metri di larghezza) era formata da 136 palchetti disposti su cinque ordini, dipinti da Luigi Ademollo e ornati da Luigi Tasca, che conferivano allo spazio un chiaro gusto neoclassico.
Dell'Ademollo era anche il sipario, raffigurante Il trionfo di Cesare, di notevole impianto compositivo, nel gusto magniloquente di Jacques-Louis David.
Le antiche guide cittadine definivano il teatro tra i più belli ed armoniosi d'Italia.